# Evelyn Stevens
Evelyn Stevens (Claremont, 9 de mayo de 1983) es una exciclista profesional estadounidense. Debutó como profesional en el 2010 con 26 años tras abandonar su trabajo en la bolsa de valores. Es considerada una de las mejores escaladoras del ciclismo femenino junto a la también estadounidense Mara Abbott y a la británica Emma Pooley.

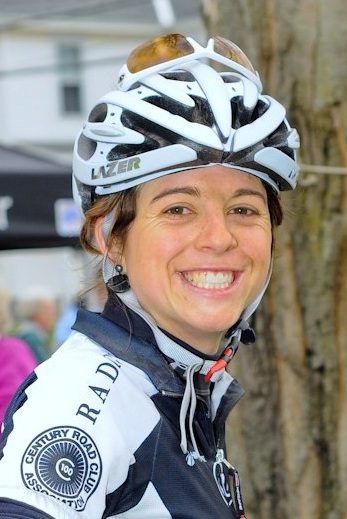
Evelyn Stevens en el Tour de Battenkill 2009, prueba amateur que ganó.

## Biografía
Abandonó la práctica del deporte debido a su trabajo, se dedicaba principalmente al tenis en su juventud. Su primera carrera en bicicleta propiamente dicha fue en 2007 cuando su hermana la inscribió en una carrera de ciclocrós en el norte de California. Finalmente en 2009 decidió abandonar su trabajo como broker en la Bolsa de Nueva York (también trabajó en Lehman Brothers) para dedicarse plenamente al ciclismo. Tras un buen año 2009 corriendo con la Selección de Estados Unidos (aún no estaba en ningún equipo profesional) en 2010 debutó como profesional en el HTC-Columbia Women's Team.
Su victoria más destacada y espectacular se produjo en la Flecha Valona Femenina 2012 donde consiguió doblegar a Marianne Vos (la mejor ciclista desde el 2007 ininterrumpidamente y cuatro veces ganadora de dicha prueba) en los últimos metros del Muro de Huy. También ha ganado dos etapas del Giro de Italia Femenino en 2010 y 2012 llegando escapada en solitario a la meta.
En 2014 ganó el Tour de Turingia femenino tras disputar el Giro de Italia Femenino (donde quedó 15.ª) y sin descansar entre pruebas se logró imponer en la citada carrera alemana (donde además se hizo con una etapa) tras 17 días seguidos de competición.

## Palmarés
2009 (como amateur) 
- 2.ª en el Campeonato de Estados Unidos Contrarreloj
- 1 etapa de La Route de France

2010
- Chrono Gatineau
- Campeonato de Estados Unidos Contrarreloj
- 1 etapa del Giro de Italia Femenino

2011
- Campeonato de Estados Unidos Contrarreloj
- 1 etapa del Tour Cycliste Féminin International de l'Ardèche

2012
- Tour de Nueva Zelanda Femenino
- Flecha Valona Femenina
- Gracia-Orlová, más 1 etapa
- The Exergy Tour
- 3.ª en el Giro de Italia Femenino, más 1 etapa
- La Route de France, más 2 etapas
- 3.ª en la Copa del Mundo
- 2.ª en el Campeonato Mundial Contrarreloj

2013
- The Philadelphia Cycling Classic femenina
- Giro del Trentino Alto Adige-Südtirol, más 1 etapa

2014
- Campeonato Panamericano Contrarreloj
- 3.ª en el Campeonato de Estados Unidos Contrarreloj
- 3.º en el Campeonato de Estados Unidos en Ruta
- The Philadelphia Cycling Classic femenina
- Tour de Turingia femenino, más 1 etapa
- Boels Rental Ladies Tour
- 3.º en el Campeonato Mundial Contrarreloj

2015
- Amgen Tour of California Women's Time Trial

2016
- Récord de la hora: 47,980 km
- 3 etapas del Giro de Italia Femenino

## Resultados en Grandes Vueltas y Campeonatos del Mundo
Durante su carrera deportiva ha conseguido los siguientes puestos en las Grandes Vueltas femeninas y en los Campeonatos del Mundo en carretera:
| Carrera              | 2009 | 2010 | 2011 | 2012 | 2013 | 2014 | 2015 | 2016 |
| -------------------- | ---- | ---- | ---- | ---- | ---- | ---- | ---- | ---- |
| Giro de Italia       | -    | 15.ª | 41.ª | 3.ª  | 5.ª  | 15.ª | 9.ª  | 2.ª  |
| Tour de l'Aude       | -    | Ab.  | X    | X    | X    | X    | X    | X    |
| Grande Boucle        | -    | X    | X    | X    | X    | X    | X    | X    |
| Mundial en Ruta      | 15.ª | 21.ª | 72.ª | 16.ª | 5.ª  | 12.ª | 24.ª | -    |
| Mundial Contrarreloj | -    | 6.ª  | 15.ª | 2.ª  | 4.ª  | 3ª   | 6ª   | -    |

-: no participa

Ab: abandono

X: ediciones no celebradas

## Equipos
- HTC/Specialized (2010-2012)
  - HTC-Columbia Women (2010)
  - HTC Highroad Women (2011)
  - Team Specialized-Lululemon (2012)
  - Specialized-Lululemon (2013-2014)
- Boels Dolmans Cycling Team (2015-2016)